# Chiesa di Santa Valeria (Mornico al Serio)
La chiesa di Santa Valeria è un edificio di culto cattolico di Mornico al Serio, della provincia e della diocesi di Bergamo.

## Storia
La presenza di una chiesa nell'antico villaggio di Casteniatello, è indicata nel XIV secolo, località che, nel medesimo secolo, fu poi unita al comune di Mornico. La località e la chiesa si trovavano sulla sponda del Serio posta sul lato opposto del comune di Mornico in zona campestre, e dal Trecento l'antica località non risulta più citata.
L'edificio fu oggetto di una completa ricostruzione nei primi anni del Cinquecento. La relazione della visita pastorale del vescovo di Bergamo Pietro Lippomano descrive l'edificio religioso in parte scoperto, vi erano inoltre due persone titolate ad averne cura e custodia e che dovevano raccogliere e gestire i fondi per la sua buona manutenzione, ma il documento denuncia che i due personaggi anziché usare i fondi raccolti per la chiesa, ne avessero fatto un uso personale. Nel 1575 la chiesa fu visitata da san Carlo Borromeo, arcivescovo di Milano, durante la sua visita diocesana, e nella cui relazione viene indicata come poco curata e sporca. Il Borromeo ordinò di provvedere alla sua pulizia con la rimozione degli altari laterali entro due mesi.

La piccola chiesa continuava anche nel decennio successivo a manifestare problemi di amministrazione, infatti, l'allora parroco don De Michelis, denunciava al vescovo di Bergamo la mancata conoscenza dei resoconti amministrativi da parte dei rappresentanti. Solo nel 1648, la situazione ebbe un importante miglioramento. I sindaci veniva infatti rieletti ogni anno e presentavano a don Alessandro Guarisco, nuovo parroco, la situazione patrimoniale: "li quali sindaci si renovano ogni anno uno di loro e rendono li conti alla mia presenta". Nella relazione della visita di Gregorio Barbarigo del 1659 la chiesa viene indicata ancora senza chiusura frontale, cosa che permetteva agli animali di entrare, risulta che fosse però completa di campanile e sagrestia, cosa confermata nella visita del monsignor Giustiniani. Il vescovo di Bergamo Luigi Ruzzini nella relazione della visita la indicò come chiesa campestre: 
(Relazione della visita pastorale del vescovo Luigi Ruzzini-Archivio diocesano)
Il piccolo oratorio fu restaurato nel 1838 grazie al parroco don Bortolo Spinelli che fece realizzare il pronao di fronte alla facciata facendola chiudere, fece realizzare un nuovo soffitto ligneo interno l'aula e fece realizzare nuovi decori nella zona presbiteriale con l'aggiunta di due statue accanto all'altare maggiore, dando all'edificio una nuova composizione. La chiesa si trovava in buone condizioni quando fu visitata dal vescovo Pietro Luigi Speranza nel 1861, e indicata sul luogo dove la santa fu martirizzata. La chiesa aveva un unico altare non preceduto da balaustre o chiuso da cancellate.
Durante il periodo del colera del 1867 l'aula fu utilizzata come ricovero, divisa da un tendaggio dalla parte del presbiterio che il parroco voleva restasse protetta. Negli ultimi decenni del Novecento per rispondere all'adeguamento liturgico fu collocato il nuovo altare rivolto verso i fedeli in legno di noce intagliato e marmo. A Martinengo, la lunga strada (Strada Provinciale 100) è chiamata via delle Vallere, e il toponimo deriva proprio dalla località dove era collocata l'antica chiesa di Santa Valeria. Infatti, dalla via Vallere, andando in direzione est, poco prima della frazione di Torre delle Passere, sulla sinistra inizia la via mornichese di Santa Valeria. Percorrendola in direzione nord per 400 metri si arriva alla chiesa.

## Descrizione

### Esterno
L'edificio di culto si trova in una zona lontana dalle abitazioni in zona campestre ed è anticipato da un portico retto da quattro colonne in muratura che reggono l'architrave e il timpano triangolare che prosegue con la copertura a due falde del tetto e che anticipa l'antica facciata, dove vi sono l'apertura centrale con architrave e paraste in pietra e due finestre laterali protette da una inferriata. Nella parte superiore vi è un affresco raffigurante la santa titolare con i due figli e un angelo che le consegna la palma simbolo del suo martirio. L'edificio è preceduto da un ampio sagrato erboso delimitato da una siepe.

### Interno
L'interno si presenta a unica navata con copertura a due falde lignea e divisa in tre campate da due archi a sesto acuto rette da lesene dipinti a finto marmo. Un gradino collega alla zona rettangolare del presbiterio con volta a botte con la parte terminale con la forma a cupola. Sulle pareti laterali vi sono due medaglie dove sono raffigurati i santi Gervasio e Protasio, Valeria e Vitale. Lateralmente l'accesso alla sagrestia. 
Nel 1963 durante lavori di restauro, riprese luce un affresco raffigurante la Vergine in trono col Bambino e si santi Andrea e Valeria, opera di Bartolomeo Cabrini, che era conservato sotto un lavoro di Gian Paolo Cavagna.